# 日本MSP協会
日本MSP協会（にほんエムエスピーきょうかい）もしくは日本マネージメント・サービス・プロバイダ協会（にほんマネージメントサービスプロバイダきょうかい、英: Managed Service Provider’s Association Japan、略称：MSPJ）は、マネージドサービスを提供する企業が、運用の技術向上と品質向上、運用技術に携わる人材の発掘と育成、運用に関連する様々な評価軸を整理して明確化するために設立した業界団体である。

## 概要
日本MSP協会は、2014年11月1日に設立された。運営委員会、MSPビジネス情報WG、海外事業情報WG、カンファレンス、コンペディション、教育など様々な活動を行っている。

## 所在地
〒160-0022 東京都新宿区新宿6-27-30 新宿イーストサイドスクエア3階（NHNテコラス株式会社内）

## 運営委員会
- 理事長：江戸達博（株式会社スカイアーチネットワークス）[4]
- 理事
  - 藤崎正範（株式会社ハートビーツ）[4]
  - 嶋田健作（株式会社オルトプラス）[4]
  - 田中邦裕（さくらインターネット株式会社）[4]
- 運営委員
  - 荒井康宏（一般社団法人クラウド利用促進機構）[4]
  - 馬場俊彰（株式会社ハートビーツ）[4]
  - 高添修（日本マイクロソフト株式会社）[4]
  - 大久保智之（NHNテコラス株式会社）[4]
  - 府川旭（NHNテコラス株式会社）[4]
  - 前佛雅人（クリエーションライン株式会社）[4]
  - 松田昭穂（株式会社スカイアーチネットワークス）[4]
  - 綱島政人（ニスコム株式会社）[4]
  - 寺尾英作（さくらインターネット株式会社）[4]
  - 千葉則行（株式会社エクシード）[4]
  - 伊藤誠史（株式会社ネットアシスト）[4]
  - 丹羽直樹（株式会社エクストランス）[4]
  - 高林徹（ARアドバンストテクノロジ株式会社）[4]
  - 宇野素史（株式会社クララオンライン）[4]
  - 前田章博（ビットスター株式会社）[4]
  - 米谷信吾（株式会社セラク）[4]
  - 東田巌秀（ウェブルート株式会社）[4]
  - 和田正人（株式会社オルトプラス）[4]
- 顧問：棟朝雅晴（北海道大学情報基盤センター）[4]